# Pselaphus
Pselaphus (лат.) — род жуков ощупников из семейства
стафилинид. Распространены в Голарктике, южной и восточной Азии, восточной Африке. Мелкие жуки (около 2 мм), как правило, красно-коричневого цвета, с длинными максиллярными щупиками. Голова снизу с густым опушением. Усики из 11 члеников. Лапки с одним коготком.

## Список видов
В бывшем СССР около 10 видов, в фауне России около 5 видов:
- Pselaphus acuminatus Motschulsky, 1835 — Россия (Северный Кавказ); Армения, Азербайджан, Грузия, Туркменистан
- Pselaphus banghaasi Reitter, 1893 — Кыргызстан, Таджикистан, Туркменистан, Узбекистан
- Pselaphus belovi Kurbatov, 1985 — Россия (Дальний Восток)
- Pselaphus caspicus Reitter, 1881 — Россия (Северный Кавказ); Азербайджан
- Pselaphus caucasicus Motschulsky, 1845 — Россия (Северный Кавказ); Армения, Азербайджан, Грузия
- Pselaphus heisei Herbst, 1792 — Россия (европейская часть, Сибирь и Камчатка); Прибалтика, Белоруссия, Украина
- Pselaphus kubischteki (Reitter, 1891) — Азербайджан, Казахстан, Туркменистан, Узбекистан)
- Pselaphus lomnickii (Reitter, 1901) — Украина
- Pselaphus turkestanicus Karaman, 1940 — Кыргызстан, Туркменистан

- Другие виды: Pselaphus brevipalpus — P. chineus — P. lewisi — P. minyops — P. mysius — P. parvus — P. pilicollis — P. salonitanus — P. striatus